# Ђерино (Кунео)
Ђерино је насеље у Италији у округу Кунео, региону Пијемонт.
Према процени из 2011. у насељу је живело 61 становника. Насеље се налази на надморској висини од 265 м.